# 天津市文化和旅游局
天津市文化和旅游局是中华人民共和国天津市人民政府主管负责全市文化艺术、广播影视和文物工作的组成部門。另外，市文旅局与天津市文物局一个机构两块牌子。

## 内设机构
- 办公室
- 政策法规处
- 干部人事处
- 财务与基建处
- 艺术处
- 公共服务处（文化中心管理办公室）
- 非物质文化遗产处
- 产业发展处
- 规划与资源开发处
- 市场管理处
- 政务服务处
- 网络安全和信息化办公室
- 传媒宣传管理处（电视剧处）
- 科技处（安全传输保障处）
- 传媒机构与网络视听节目管理处（媒体融合发展处）
- 文物保护处
- 博物馆与社会文物处
- 革命文物处
- 国际交流与合作处（港澳台事务处）
- 安全监管处
- 党建工作处（机关党委办公室、统战处）
- 机关纪委
- 巡察工作办公室[1]

## 直属单位
- 天津市文化市场行政执法总队
  - 办公室
  - 党建工作办公室
  - 执法综合室
  - 执法一支队
  - 执法二支队
  - 执法三支队
  - 执法四支队
  - 网络执法支队
- 天津博物馆
- 周恩来邓颖超纪念馆
- 天津京剧院
- 天津市艺术研究所（天津市剧本创作中心、天津市非物质文化遗产保护中心）
  - 艺术研究部
  - 项目管理部
  - 剧本创作策划部
  - 非遗保护发展部
  - 综合办公室
  - 财务与后勤保障部
- 天津艺术职业学院
  - 党委办公室（党委统战部）
  - 院长办公室
  - 纪委办公室
  - 网络安全和信息化办公室
  - 组织人事部（党委教工部）
  - 党委学生工作部
  - 教务部
  - 总务部
  - 财务部
  - 党委保卫工作部
  - 资产管理部
- 天津图书馆
- 天津市华夏未来少儿艺术中心
- 天津自然博物馆
- 天津戏剧博物馆文庙博物馆管理办公室
  - 综合办公室
  - 保卫行政财务科
  - 陈列保管与研究部
  - 戏剧博物馆综合工作部
  - 文庙博物馆综合工作部
  - 鼓楼博物馆综合工作部
- 天津市广播影视监测中心
  - 综合科
  - 网管科
  - 节目科
  - 安播科
- 天津市群众艺术馆
  - 综合办公室
  - 文艺创作部
  - 培训活动部
  - 调研美影部
  - 计划财务部
  - 数字资源部
  - 公共文化服务中心
- 天津歌舞剧院
  - 综合办公室
  - 演出策划部
  - 人保科
  - 财务科
  - 歌舞团
  - 芭蕾舞团
  - 歌剧团
  - 舞美中心
  - 培训中心
- 天津市文化遗产保护中心
  - 综合办公室
  - 财务部
  - 考古与文物保护部
  - 展陈教育部
  - 社会文物管理部
  - 遗产资源评估部
- 天津市文物交流中心
- 天津市青年京剧团
- 平津战役纪念馆
- 天津工艺美术职业学院
- 天津交响乐团
  - 乐队
  - 演出部
  - 艺术室
  - 舞美中心
  - 综合办公室
  - 党务人事部
  - 财务科[2]

## 区县文化局
- 和平区文化局
- 河北区文化局
- 河东区文化局
- 河西区文化局
- 南开区文化局
- 红桥区文化局
- 塘沽区文化局
- 汉沽区文化局
- 大港区文化局
- 东丽区文化局
- 西青区文化局
- 津南区文化局
- 北辰区文化局
- 武清区文化局
- 宝坻区文化局
- 蓟县文化局
- 静海县文化局
- 宁河县文化局
- 开发区社会发展局[3]